# Calycobolus
Calycobolus,  biljni rod iz porodice slakovki smješten u tribus Dichondreae, dio potporodice Convolvuloideae. Pripada mu 18 vrsta penjačica i lijana rasprostranjenih po tropskoj Africi i Južnoj Americi.
Rod je opisan u Systema Vegetabilium 5: II, 4. 1819.

## Vrste
1. Calycobolus acuminatus (Pilg.) Heine
2. Calycobolus africanus (G.Don) Heine
3. Calycobolus cabrae (De Wild. & T.Durand) Heine
4. Calycobolus campanulatus (K.Schum. ex Hallier f.) Heine
5. Calycobolus gilgianus (Pilg.) Heine
6. Calycobolus glaber (Kunth) House
7. Calycobolus goodii Heine
8. Calycobolus hallianus Breteler
9. Calycobolus heineanus Lejoly & Lisowski
10. Calycobolus heudelotii (Baker ex Oliv.) Heine
11. Calycobolus insignis (Rendle) Heine
12. Calycobolus kasaiensis Lejoly & Lisowski
13. Calycobolus lanulosus D.F.Austin
14. Calycobolus micranthus (Dammer) Heine
15. Calycobolus parviflorus (Mangenot) Heine
16. Calycobolus petitianus Lejoly & Lisowski
17. Calycobolus robynsianus Lejoly & Lisowski
18. Calycobolus sericeus (Kunth) House